# Cyphocerastis clavareaui
Cyphocerastis clavareaui är en insektsart som beskrevs av Bolívar, I. 1908. Cyphocerastis clavareaui ingår i släktet Cyphocerastis och familjen gräshoppor. Inga underarter finns listade i Catalogue of Life.